# 1863年11月11日日食
1863年11月11日日食为一次在协调世界时1863年11月11日出現的日環食。該次日食食分為0.9943，食甚維持0分22秒。

## 概述
這次日食的食分是0.9943，環食維持0分22秒。

## 基本參數
- 類型：日環食
- 食甚資料：
  - 日期：1863年11月11日
  - 時間：8時9分3秒
  - 地點：75S 15E
  - 食分：0.9943
  - 日環食持續時間：0分22秒

## 外部連結
- NASA日食專頁（页面存档备份，存于）（英文）